# Ernstfall
Ernstfall (Eigenschreibweise: ErnstFall) ist eine deutsche Rockband aus Weil am Rhein. Die Deutschrock-Band steht derzeit beim Label Drakkar Entertainment unter Vertrag.

## Bandgeschichte
Ernstfall wurde bereits 2008 gegründet. Sie begannen zunächst als Outlaw-Country-Band. Die aktuelle Besetzung um Dominic „Dom“ Ernst (Gesang, Gitarre), Nikolaus „Nikki“ Feuerstein (Bass, Gesang) fand sich 2013 zusammen. Nach einigen Jahren ohne nennenswerte Erfolge und nach dem tragischen Verlust eines Bandmitglieds entschloss man sich während der COVID-19-Pandemie die Band ernster zu nehmen. Man entschied sich 2021 nach Südtirol zu fahren, um dort das Ladenlokal von Rookies & Kings aufzusuchen, um dort ein Spontankonzert zu geben. So wollte man das Interesse von Frei.Wild wecken, um eventuell bei ihrem Label zu unterschreiben. Dies war jedoch nicht möglich, da dies als Veranstaltung gezählt hätte. Jedoch rief der Ladeninhaber die Band an, die sich spontan mit Ernstfall traf. Man verblieb, dass man sich melde, wenn die erste Single fertig sei.
Nachdem die Band das Lied Alte Zeiten veröffentlichte, traf man sich in diversen Online-Meetings und schließlich unterschrieb die Band einen Vertrag bei Rookies & Kings. Das vorher in Eigenregie eingespielte Album konnte die Band danach innerhalb von vier Tagen bei Jörg Wartmann in dessen Studio in Plech bei Nürnberg neu einspielen. Am 28. Januar 2022 erschien schließlich ihr Debütalbum Jungs bleiben Jungs.
2023 eröffnete die Band das AlpenFlair. Seit 2023 steht die Band außerdem bei Drakkar Entertainment unter Vertrag.

## Diskografie

### Alben
- 2022: Jungs bleiben Jungs (Rookies & Kings)
- 2024: Tagträumer (Drakkar Entertainment)

### Singles
- 2021: Festivalzeit
- 2021: Ohne euch
- 2021: Hier bin ich daheim
- 2022: Difigiano heut Nacht
- 2022: Glashaus
- 2023: Auf mich
- 2023: Keine Ewigkeit
- 2024: Verdammt, ich lieb’ Dich, Original von Matthias Reim
- 2024: Freund oder Feind
- 2024: Mexiko